# Schandmantel

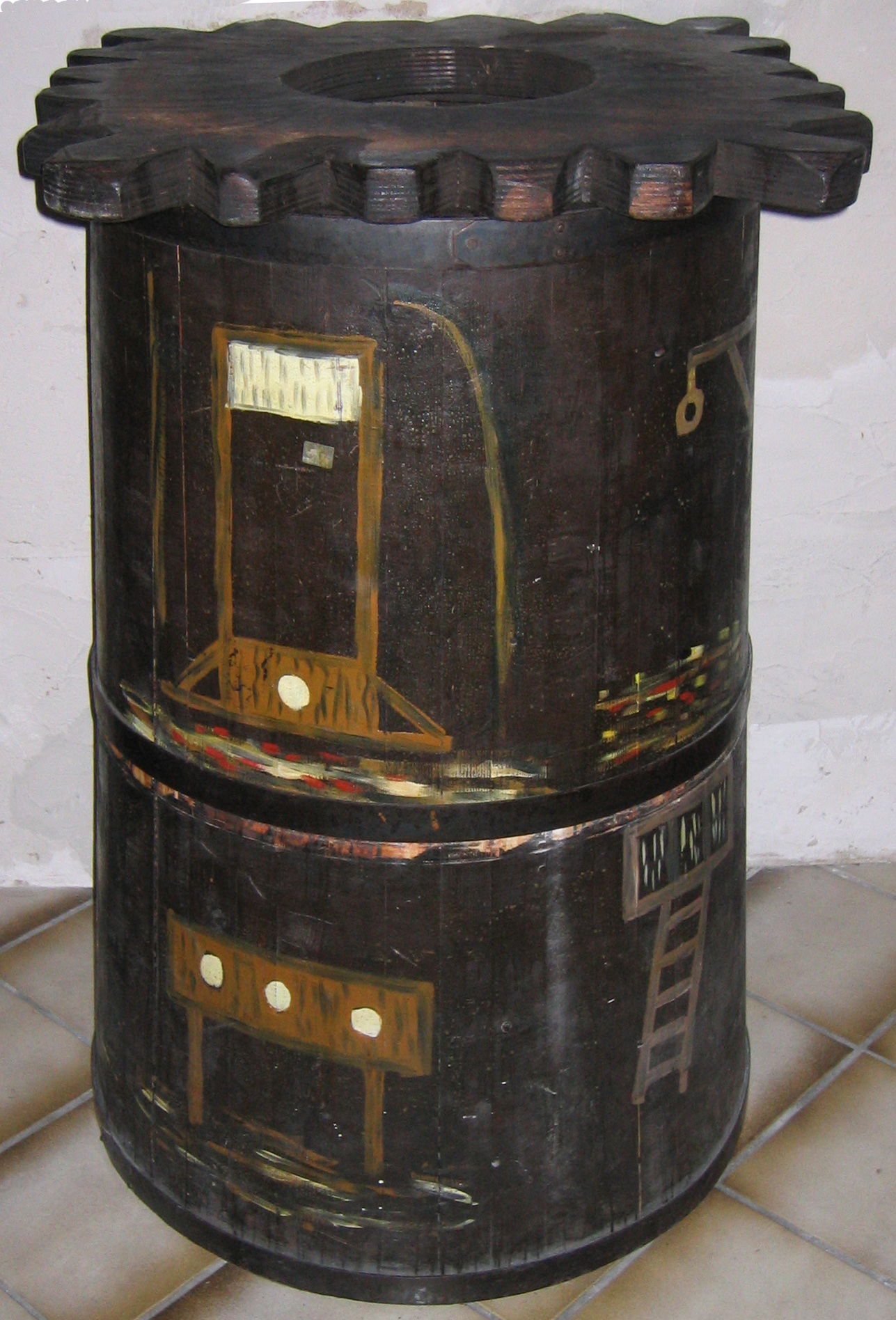
Schandmantel

Lo schandmantel o schandtonne (dal tedesco: "cappotto della vergogna" o "barile della vergogna"), o anche cappotto spagnolo, è uno strumento di tortura risalente al XIII secolo.

## Storia
Erano dei barili di legno talvolta rivestiti di lamiera. Era una pena finalizzata a umiliare il condannato che doveva indossarlo in pubblico per subirne l'umiliazione e inoltre poteva essere insultato e colpito con verdura marcia che gli veniva lanciata contro. Era impiegato principalmente come punizione per bracconieri e prostitute. Aveva la stessa funzione della Lästersteine (tedesco) o Schandstenen (olandese), ovvero pesanti pietre che venivano appese al collo del condannato. Lo Schandtonne veniva appesantito lungo il bordo inferiore e attorno all'apertura del collo in modo da aggravare la punizione oltre all'umiliazione pubblica che già rappresentava. Lo sviluppo settecentesco della vergine di ferro o di Norimberga potrebbe essere stata un'errata interpretazione della funzione dello Schandmantel.

## Galleria d'immagini

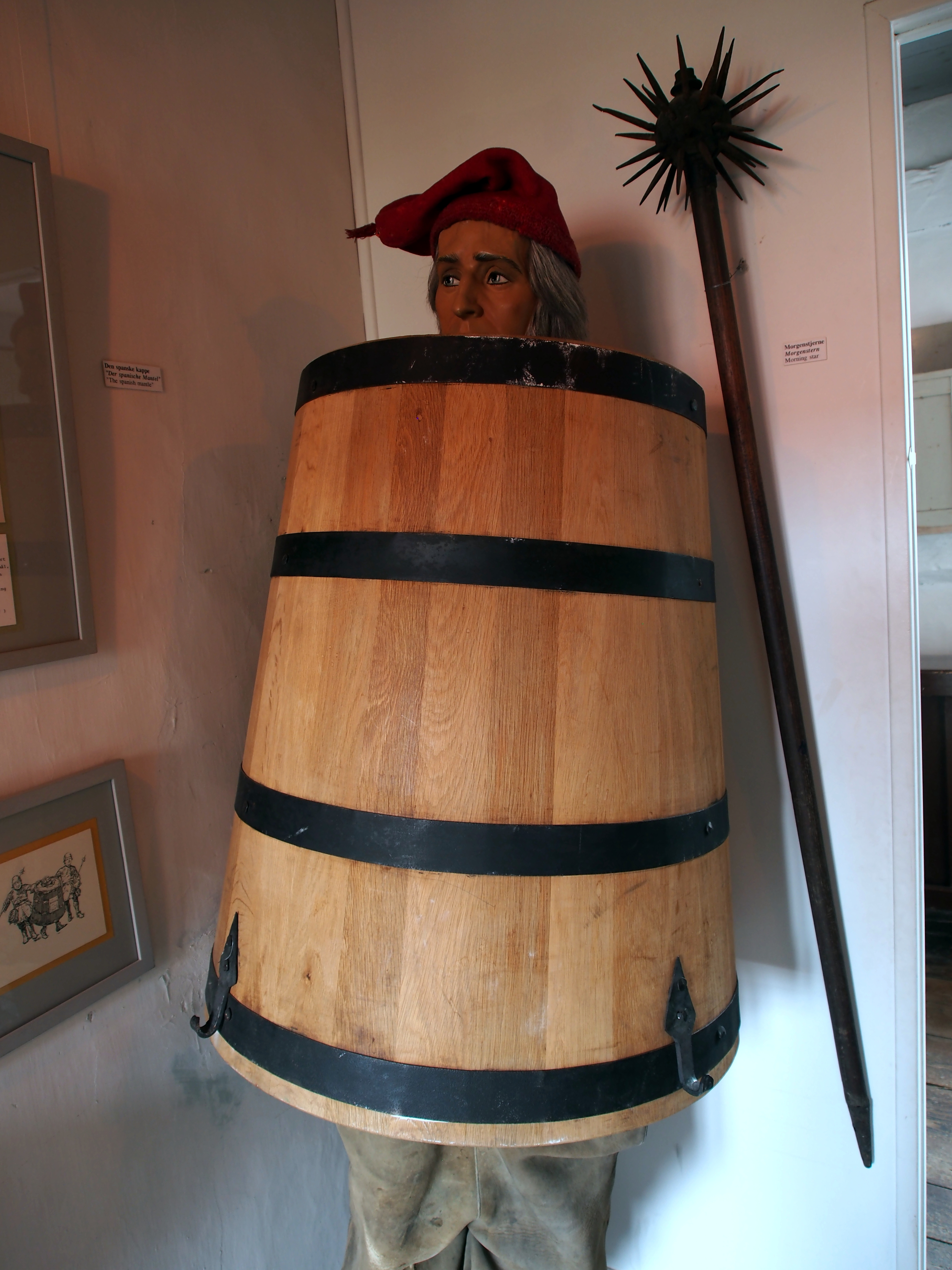
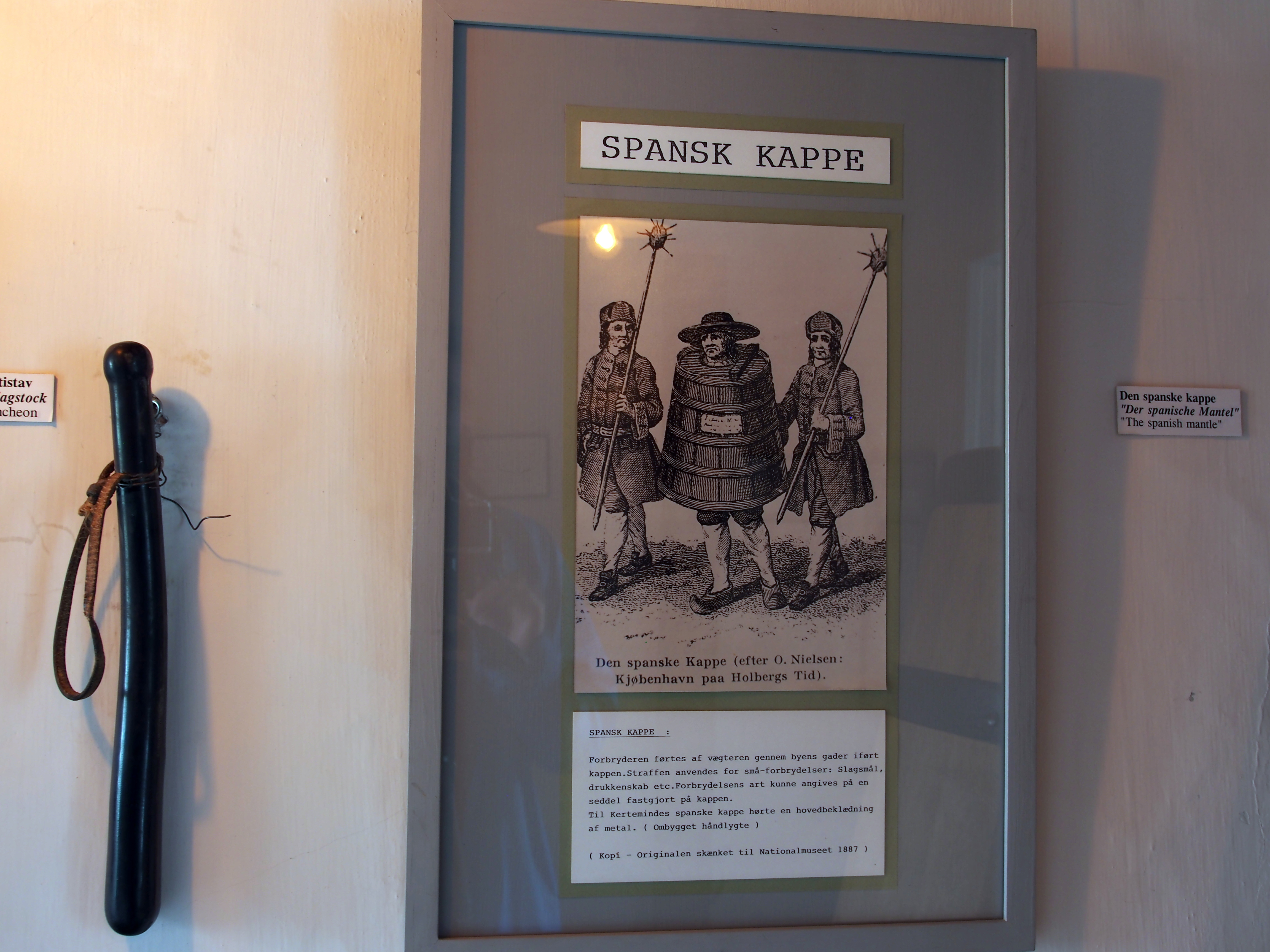
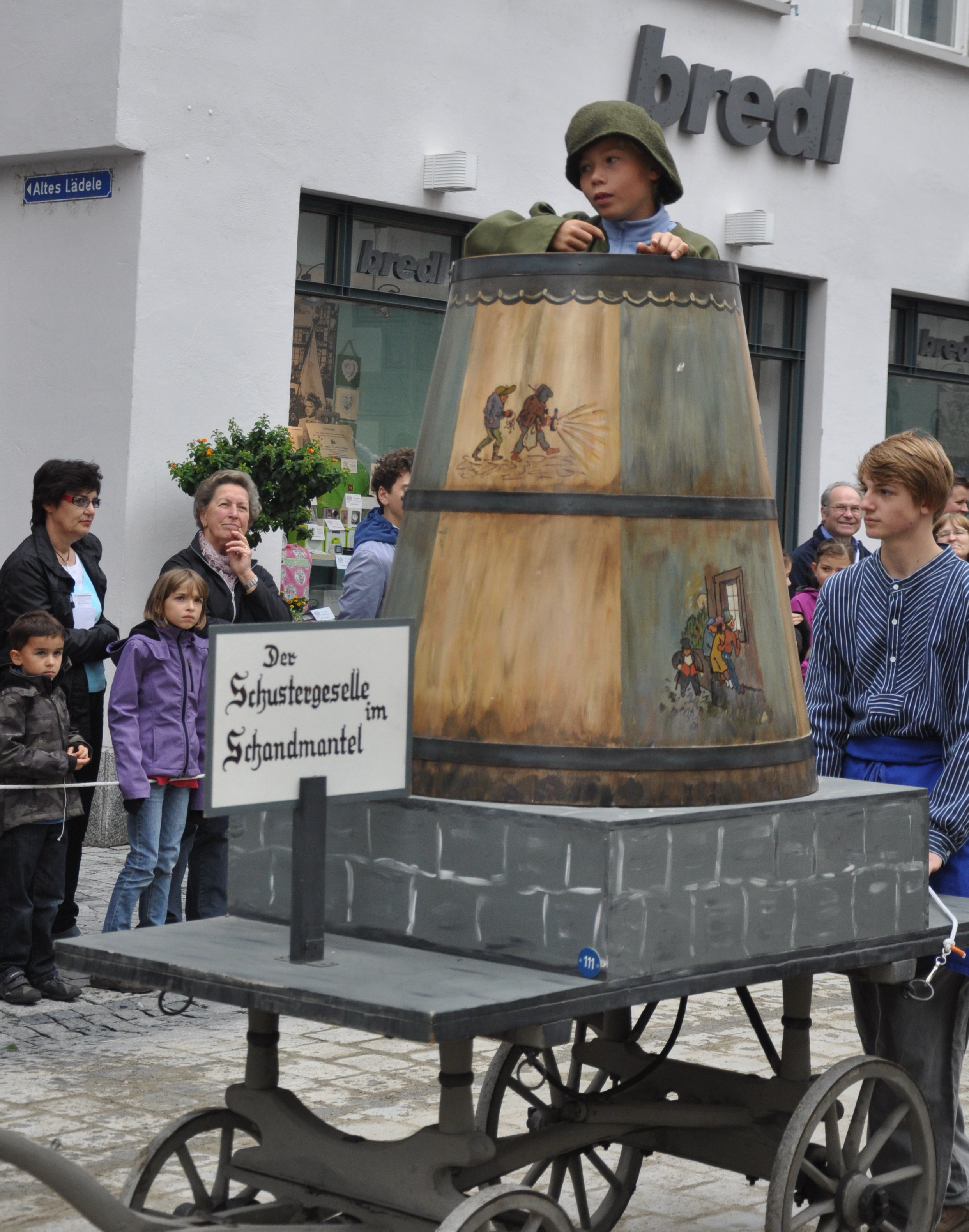
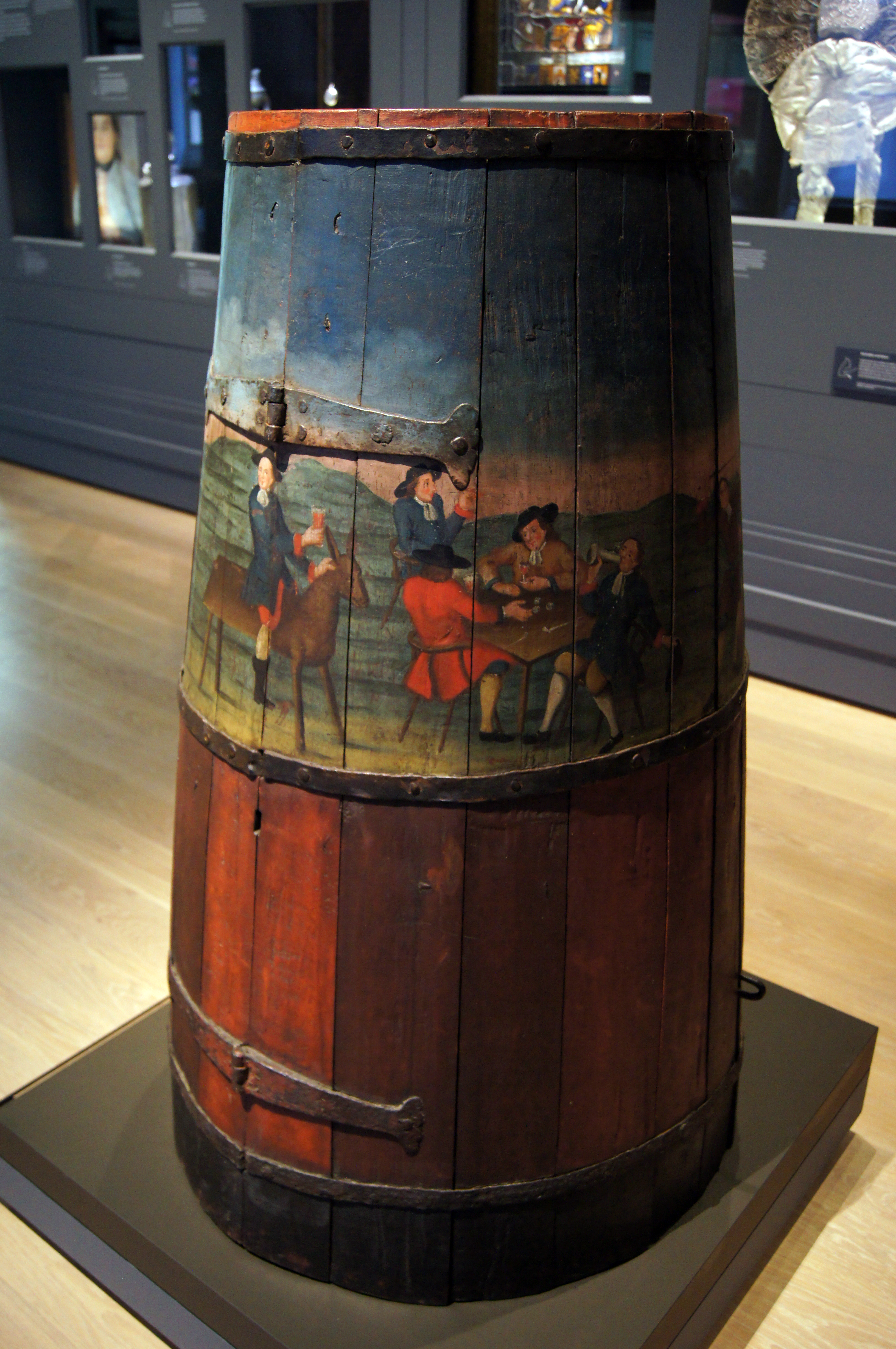